# Isis
Isis (hay Aset, Ast, Iset, Uset) là một trong những vị thần lâu đời nhất của Ai Cập cổ đại. Bà là người con thứ hai của thần Geb và thần Nut, là chị em với Osiris (cũng là chồng bà sau này), Set và Nephthys. Bà có người con trai là Horus.
Isis là vị thần nằm trong bộ 9 vĩ đại của Heliopolis trong tôn giáo Ai Cập cổ đại. Bà đội trên đầu ngai vàng của pharaoh, tay cầm quyền trượng và thường liên kết sức mạnh với nhiều vị nữ thần khác. Đôi khi bà thường được thể hiện với đôi cánh lớn đang dang rộng và che chở.

## Thần thoại
Các huyền thoại về Isis được thấy trong các tư liệu khác nhau của người Ai Cập và được tập hợp lại thành một cuốn truyện trong thế kỷ thứ nhất (SCN).
Khi Osiris rời Ai Cập để đi khắp thế giới thì Isis thay ông cai trị đất nước một cách khôn ngoan và tốt đẹp. Cho rằng mình mới xứng đáng là người kế vị ngai vàng, Set luôn tỏ ra đố kỵ, ghen tức với người anh hiền lành của mình. Vì vậy, Set đã nhân cơ hội lừa anh mình vào chỗ chết.
Biết tin chồng bị giết hại, bà cắt tóc, mặc đồ tang và lên đường tìm xác chồng. Một đám trẻ mách với Isis rằng chúng thấy chiếc hòm bọc xác Osiris trôi trên sông Nile và đã đổ ra biển. Cuối cùng chiếc hòm trôi giạt vào bên dưới một cây liễu trên bờ biển Byblos, ở Liban. Cây này tức thì lớn lên thật nhanh đến nỗi thân cây bọc lấy chiếc hòm.
Nghe nói về thân cây kỳ lạ, hoàng đế của Byblos truyền lệnh đốn cây kia đem về cung, dùng đỡ mái nhà. Isis biết được bà đã xin nhà vua được đem cây cột có chứa xác Osiris về Ai Cập. Thỉnh cầu của bà được chấp thuận.
Tuy nhiên, thần Seth đã tìm được cái xác, chặt ra làm nhiều mảnh và đem rải ra khắp Ai Cập. Với sự giúp đỡ của Nephthys, Isis đã tìm được các mảnh thi thể, chỉ trừ bộ phận sinh dục đã bị cá ăn. Isis sau đó đã gom lại cái xác và vận dụng quyền năng chữa bệnh cùng phép thần thông đã làm cho Osiris sống lại. Trước khi đi xuống địa ngục, Osiris và Isis đã có với nhau một mụn con, đó là Horus. Một số truyền thuyết khác lại cho rằng, sau khi hồi sinh ông, bà đã gắn một dương vật bằng vàng cho Osiris và mới mang thai Horus.
Ra thương tiếc nên đã cho thần đầu chó Anubis ướp xác ông, và theo lệnh Thoth, Isis và Nephthys ghép các mảnh xác của Osiris lại. Ra sau đó đã cho ông phong cho ông làm Vua của cõi âm, và để Horus con ông trở thành vị Pharaoh thứ 5 cai quản Ai Cập (4 vị pharaoh đầu tiên: Atum/Ra, Shu, Geb, Osiris).
Isis còn là một nữ thần của phép thuật. Để lấy nguồn sức mạnh pháp thuật của thần Ra, Isis từng dùng nước dãi của ngài khi đang ngủ để tạo ra một con rắn độc mà chỉ có nữ thần mới có thuốc giải. Isis để cho nó cắn Ra khi thần bước lên chiếc thuyền mặt trời của mình, và chỉ đồng ý chữa cho thần khi thần cho bà biết tên bí mật.
Trong thần thoại Ai Cập, mỗi vị thần đều có một tên bí mật riêng, chỉ bản thân biết, không chia sẻ cho ai. Khi nắm giữ tên bí mật của một vị thần, người đó có khả năng sở hữu quyền năng, thậm chí sai khiến được vị thần đó. Ra không chịu nổi cơn đau nên đồng ý. Isis là vị thần quan trọng và mạnh mẽ bậc nhất thế giới thần thoại Ai Cập nhờ vào sức mạnh ma thuật của bà mà không vị thần nào bằng được. Sau đó bà đã chuyển quyền lực sang cho con trai mình, Horus - Vua của bầu trời.

## Vai trò
Bà là một người mẹ vĩ đại, là nữ thần bảo vệ những sản phụ và người mẹ. Horus là vị thần bảo trợ các pharaoh thì bà được coi là mẹ của họ. Bà là 1 trong 4 vị nữ thần bảo vệ lăng mộ của Tutankhamun, cùng với Nephthys, Serket và Neith. bà cũng là người bảo trợ cho Imsety - bảo vệ gan người chết, một trong 4 người con của Horus, cháu bà.
Bà cũng là người hộ tống các linh hồn về thế giới bên kia và là 1 trong những vị thẩm phán dưới địa ngục Duat.

## Thờ cúng
Sự thờ cúng bà lan ra khỏi Ai Cập, đến tận Hy Lạp và khắp đế quốc La Mã. Bà được thờ cúng suốt hơn 3000 năm, từ ngoài 3000 năm TCN cho đến cả trong kỷ nguyên Thiên Chúa. Đến thời này, việc thờ cúng bà và nhiều hình ảnh của bà, được chuyển thẳng sang hình ảnh của Đức Mẹ đồng trinh.